# بسباس (استان بسکره)
بسباس (به عربی: البسباس) یک شهرداری در الجزایر است که در استان بسکره واقع شده‌است.